# 中馆镇
中馆镇位于都昌县东部。
中館鎮位於縣東部，距縣城55公里，面積50.7平方公里，人口1.90萬。景（德鎮）九（江）高速公路穿境而過。轄小河、排山、劉山、中館、銀寶、雙 橋、港西、大塘、南塘、向橋10個村委會。中館歷史上農業以種水稻、棉花、大豆、小麥、花生為主，近年適應市場需求，鎮政府有效地進行了農業產業結構調 整，調減了糧棉種植面積，扶持創辦了一大批“特色農業”示範基地，其中以大棚蔬菜發展最快，中館村大棚已由原來不足30個發展到現在的400多個。銀寶、 小河、排山等村委會也緊追而上發展蔬菜。一年三季，蔬菜畝平均收入達6000元，中館鎮的“大棚蔬菜”從無到有，從少到多，實現了“一年一個樣，三年大變 樣”。“大棚蔬菜”成為該鎮農業經濟發展中一條亮麗的“風景線”。在大抓蔬菜的同時，適度發展甘蔗、花生、大豆和芝麻生產，形成一個以蔬菜為主，各種經濟作物並存的格局。。

## 区划
下辖小河村、排山村、刘山村、中馆村、银宝村、双桥村、港西村、大塘村、南塘村、向桥村等10个村委会。

## 农业
产甘蔗、花生、大豆。特色大棚蔬菜。

## 交通
- 景九高速公路